# Arévalo (Sena de Luna)
Arévalo fue una localidad española perteneciente al antiguo municipio de Láncara de Luna, en la provincia de León, comunidad autónoma de Castilla y León. Era un barrio de la villa de Sena de Luna. Desapareció bajo las aguas del embalse de Barrios de Luna.

## Geografía física

### Ubicación
Estaba situado en la margen izquierda del río Luna.

## Historia
siglo XIX
En el siglo XIX Pascual Madoz en su Diccionario Geográfico lo describió como lugar del Ayuntamiento de Láncara, barrio perteneciente a la villa de Sena, partido judicial de Murias de Paredes, audiencia territorial y capitanía general de Valladolid y diócesis de Oviedo. No da más información aparte de su situación junto al río Luna.
siglo XX
En 1956 se construyó para zonas de regadío del Páramo Leonés y la comarca del río Órbigo el embalse de Barrios de Luna cuyo proyecto databa de 1935-1936 y que provocó la despoblación de 14 pueblos: El Ayuntamiento de Láncara de Luna quedó sumergido junto con los pueblos Arévalo, Campo de Luna, La Canela, Casasola, Cosera de Luna, Lagüelles, Láncara de Luna, Miñera, El Molinón, Oblanca, San Pedro de Luna, Santa Eulalia de las Manzanas, Truva y Ventas de Mallo.